# Inositol
El inositol es un compuesto orgánico de la familia de los polioles o polialcoholes presente en las membranas plasmáticas y en otras estructuras de productos naturales. Es relativamente escaso, pero tiene una gran importancia funcional cuando se asocia a otras estructuras.

## Inositol
El inositol es considerado un miembro de las vitaminas B. (también llamado vitamina Bh)
Inositol o ciclohexan-1,2,3,4,5,6-hexol es un compuesto orgánico de fórmula a C6H12O6 o (-CHOH-)6, un Alcohol poliol del ciclohexano
Existen nueve posibles estereoisómeros, de los cuales el más común y más extendido en la naturaleza, es cis-1,2,3,5-trans-4,6-ciclohexanohexol, o mioinositol. Otros isómeros naturales, aunque presentes en mucha menor proporción, son scyllo-, muco-, D-chiro-'', y neo-inositol. Otros isómeros posibles son L-chiro-, allo-, epi- y cis-inositol.
Está presente en todos los tejidos animales, con los niveles más altos en el corazón y el cerebro. Éste es parte de todas las membranas (revestimientos externos) de las células y tiene la función de ayudar al hígado a procesar las grasas así como a contribuir al funcionamiento de los músculos y los nervios.
El inositol es necesario para el buen estado de las células nerviosas y para el metabolismo de los lípidos, ya que junto a la colina (también relacionado con las vitaminas B), es responsable de la creación de neurotransmisores y de impedir que los lípidos se depositen en el hígado y favorecer su transporte y penetración en las células.
Por lo tanto es necesario para la circulación sanguínea, porque reduce el colesterol, para el buen estado de la piel y el cabello, para la buena capacidad reproductiva, para el buen estado del sistema digestivo.
Las personas que se deprimen tienen niveles mucho más bajos de inositol en su fluido espinal (LCR). Además el inositol participa en la acción de la serotonina, un neurotransmisor que se sabe es un factor para la depresión. (Los neurotransmisores son sustancias químicas que transmiten mensajes entre las células nerviosas.) Por esta razón, el inositol se ha recomendado como un tratamiento para la depresión y la evidencia preliminar sugiere que éste podría ser de utilidad.

## Historia
El inositol fue identificado por primera vez, más de un siglo y medio atrás por el químico alemán Josef Sherer (1850,1851), quien lo aisló de tejido muscular y bautizo a la nueva molécula como “inos” del griego músculo. Ahora encontramos que el estudio de inositoles solubles y de membrana, referidos como inositidos, ha atravesado casi todos los aspectos de la biología celular. De los nueve isómeros posibles de inositol, myo-inositol es el más abundante en la naturaleza.

## Estructura
Los polioles o polialcoholes son carbohidratos hidrogenados cuyo grupo carbonilo ha sido reducido a un grupo hidroxilo. Estos, pueden clasificarse en alditoles o ciclioles.
Los alditoles tienen una cadena lineal de átomos de carbono.
Los ciclitoles son cicloalcanos en los que un grupo hidroxilo está unido a cada uno de los tres o más átomos del anillo. Los ciclitoles de la serie del ciclohexano constituyen los inositoles. Sin embargo, existen otros tipos de ciclitoles, llamados inososas (2,3,4,5,6-Pentahidroxiciclohexanonas). Aquellos que contienen al menos 5 centros asimétricos en el anillo, de los cuales al menos tres están directamente enlazados a oxígeno (u otros calcógenos), o nitrógeno reciben el nombre estereoprincipal de Inositol. Los otros, en cambio, se nombran sistemáticamente como ciclohexanopolioles. Existen 8 inositoles estereoprincipales ordenados de acuerdo al número y posición de grupos hidroxilo sobre el mismo lado del anillo ciclohexano:

cis-inositol (1,2,3,4,5,6)

epi-inositol (1,2,3,4,5)

alo-inositol (1,2,3,4)

myo-inositol (1,2,3,5)

muco-inositol (1,2,4,5)

neo-inositol (1,2,3)

scylo-inositol (1,3,5)
Queda un estereoisómero por citar, que es el chiro-inositol (1,2,4), pero presenta dos conformaciones: D-chiro-inositol y L-chiro-inositol. Estas configuraciones vienen determinadas por la posición de los grupos hidroxilo en la molécula: si los grupos 1,2,4 en chiro-inositol están hacia arriba cuando la numeración es en el sentido de las agujas del reloj o hacia abajo cuando la numeración es al revés, se trata de la configuración L. En cambio, si los grupos están hacia arriba en la numeración en sentido antihorario o hacia abajo en la numeración en sentido horario, se trata de la configuración D.
 
La nomenclatura usada hasta ahora se refiere a la ordenación de acuerdo al número y posición de los grupos hidroxilo sobre el mismo lado del anillo ciclo hexano, es decir, los que están en posición cis, omitiendo los que están en posición trans.
No obstante, la nomenclatura utilizada según la IUPAC (International Union of Pure and Applied Chemistry) sería sin omitir los trans ni los cis, como por ejemplo:            cis-1,2,4-trans-3,5,6-Ciclohexanhexol (D-chiro-inositol).
El estereoisómero más abundante en la naturaleza es el mio-inositol, considerado como un miembro del complejo de las vitaminas B. Es sintetizado por el cuerpo humano a partir de la glucosa.
El inositol no es un compuesto muy abundante en la naturaleza, aunque desarrolla multitud de funciones importantes.
En muchos casos, el inositol forma parte de estructuras de productos naturales más complejos, como es el caso de las proteínas ancladas a GPI (glucosilfosfatidilinositol) de la cara extracelular de las membranas plasmáticas celulares con funciones de anclaje o de determinación de dominios de membrana, como es el caso de las células epiteliales, en las que las proteínas con anclaje GPI solo se sitúan en la cara apical. El inositol, combinado con muchas estructuras (muchas veces en forma de fosfatidilinositol) tiene gran variedad de funciones.

## Funciones
El inositol y algunos de sus mono y polifosfatos, funcionan como la base para una serie de señalización y de moléculas mensajeras secundarias. Están implicados en una serie de procesos biológicos interviniendo en:
 

### Transducción de señales (insulina)
Inositol es más conocido como un grupo de cabeza de lípidos, que pueden ser fosforilados para formar 8 fosfatidilinositoles fosforilados potenciales. Estos unidos a la membrana de señalización de lípidos tienen muchos papeles importantes en la biología celular, incluyendo la transducción de señales.  Además de estos 8 lípidos unidos a la membrana, el grupo en la cabeza del inositol puede ser solubilizado de las colas de lípidos, por las fosfolipasas. Esto conduce a la IP3 importante segundo mensajero, que luego puede ser fosforilado para producir IP4, IP5 e IP6. Añadiendo aún más a la complejidad, estos anillos pueden ser fosforilados para producir aún más especies incluidas IP7 y IP8 entre otros.
Akt-2 ( tipo de proteína PKB e importante molécula de señalización de la vía de señalización de Insulina induciendo el transporte de glucosa), y el IP 7; son conocidos por ser mediadores importantes de la señalización de la insulina. El papel de IP 7 en este proceso es actuar como un inhibidor endógeno, fisiológico de Akt. “ Al inhibirlo frena la eliminación de glucosa.

### Montaje del citoesqueleto
El fosfatidilinositol  4,5 bifosfato, regula la afinidad de la profilina a la actina y favorece el montaje de la actina en los complejos profilina-actina.

### Orientación de los nervios
La regulación del crecimiento nervioso es mediada por el inositol 1,4,5-trifosfato, cuyos receptores se encuentran en los conos de crecimiento. El inositol 1,4,5-trifosfato ( IP3 ) receptor ( IP3R ) actúa liberando el calcio interno en los canales de Ca 2+. La liberación de este ion en los conos de crecimiento, inducida por IP3 tiene un papel crucial en control del crecimiento nervioso.
 

### Control de la concentración del calcio intracelular (Ca2+)
Los receptores de IP3, IP3R (receptor de IP3) constituyen una familia de canales de Ca2 + responsables de la movilización de Ca2 + intracelular almacenado. IP3Rs son tetrámeros que actúan como ligando en canales que facilitan la liberación de Ca2 + desde depósitos internos del retículo endoplásmatico.
IP 3 es una molécula soluble y es capaz de difundir a través del citoplasma a ER, o el retículo sarcoplásmico(SR) en el caso de las células musculares. Una vez en el ER, IP 3 es capaz de unirse a un receptor de la Ins3PR en un ligando Ca 2 + canal que se encuentra en la superficie de la ER. La unión de IP3 a InsP3R provoca la apertura de la Ca 2 + canal, y la liberación de Ca 2 + en el citoplasma. La principal función del inositol trifosfato consiste en movilizar Ca 2 + de almacenamiento de orgánulos IP3 Signalling Pathway.
Escisión del PLC de PIP 2 a IP 3 y DAG inicia la liberación de calcio intracelular y la activación de PKC.

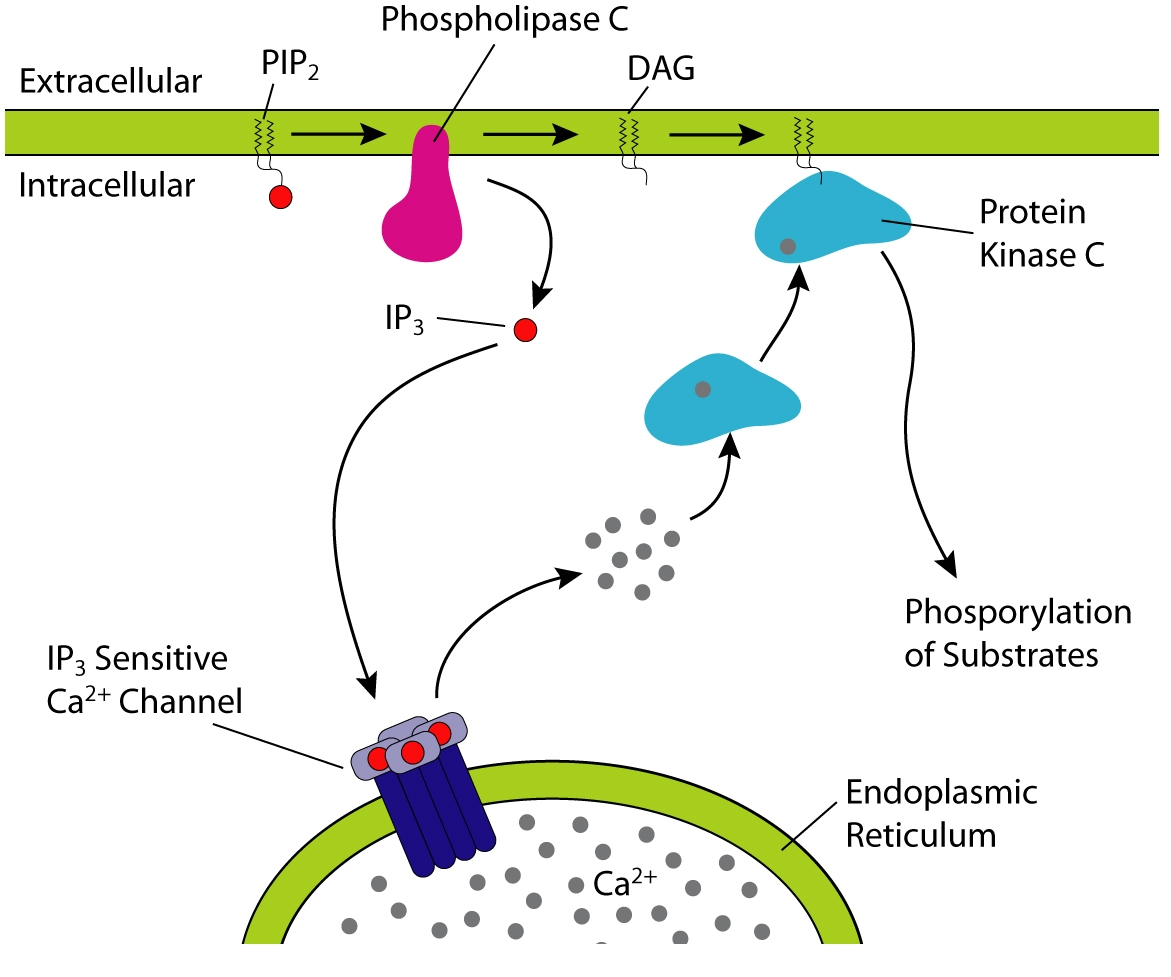
Inositol 2

### Desglose de las grasas y reducción del colesterol en sangre
Cuando se consume en combinación con otras vitaminas del complejo B, el  inositol ayuda al hígado a descomponer las grasas en el cuerpo, que es la forma en que obtuvo su fama para ayudar a la pérdida de peso. Cuando se toma en combinación con colina, el inositol forma lecitina y la lecitina es conocida por luchar contra la grasa. Es también un agente lipolítico, así el inositol también podría redistribuir la grasa corporal existente durante la pérdida de peso.

### Expresión génica
Los inositodos altamente fosforilados son una familia emergente de segundos mensajeros eucariotas. Existes las máquinas proteicas que son moduladas por estos inositidos y se han encontrado  papeles específicos en fisiología. La regulación de la expresión génica en etapas distintas es llevada a cabo por diferentes inositido isómeros. El inositol polifosfato tiene un papel de regulación de la expresión génica en el nivel de transcripción, la remodelación de la cromatina, ribonucleico mensajero ácido (ARNm), edición y exportación de ARNm. Estudios estructurales recientes  de inositol polifosfato-proteínas de unión sugieren que los inositidos modulan la función de la proteína como cofactores estructurales esenciales, activadores de ajuste alostérico o inducido por cambios estructurales y directos competidores antagonistas para otros ligando inositidos. La célula orquesta la producción localizada de solubles polifosfatos de inositol y pirofosfatos de inositol para dirigir decisiva y rápidamente los eventos de señalización. Estas ideas también ilustran cómo los estímulos extracelulares fielmente podrían dar lugar a la sincronía correcta entre los pasos de expresión génica y coordinar nuclear respuestas a cambios en entornos celulares.

## Enfermedades o riesgos de su carencia
No existen actualmente estudios que aporten evidencia científica suficiente para implicar el déficit de esta sustancia en cuestiones relacionadas con la salud.
La carencia de esta sustancia, puede acarrear problemas de salud como.
1. Esterilidad:Se cree que el inositol favorece la creación de espermatozoides.
2. Problemas de la piel: Esta  vitamina  interviene  en  la  renovación  de  la  piel,  y  su  falta  puede provocar dermatitis.
3. Problemas capilares: La carencia de inositol produce debilidad en el cabello, y podría ser responsable de la caída del cabello en algunos casos.
4. Enfermedades oculares: Al encontrarse con abundancia en los tejidos oculares, la ausencia de esta vitamina, podría ser responsable de algunas enfermedades, como por ejemplo, de la ceguera nocturna.
5. Problemas nerviosos: Al intervenir en el equilibrio químico del cobre y de zinc de las células nerviosas, la falta de esta vitamina podría producir un   exceso de cobre que sería responsable de varios problemas nerviosos (insomnio, angustia, depresión, estrés,…) y acrecentar los problemas neuronales en pacientes con diabetes.
6. Estreñimiento: La falta de inositol podría  relajar excesivamente los músculos del intestino, y esta relajación sería responsable del estreñimiento.

## Dosis Terapéuticas
Además de los alimentos, se pueden tomar cápsulas o comprimidos para adquirir esta vitamina. No hay una cantidad diaria recomendada  para la ingesta de inositol, pero se estima que un adulto debería tomar entre 300 y 500 mg diarios, pero no es conveniente tomar dosis elevadas, ya que podría provocar diarreas.
De manera experimental, las dosis de inositol de hasta 18 g al día han sido probadas para varias enfermedades.
En el tratamiento de ovarios poliquisticos, se ha recomendado tomar 4gr a diario, repartido en dos tomas.

## Usos Terapéuticos
Algunos, pero no todos los estudios, sugieren que altas dosis de inositol podrían ser útiles para la depresión.
El inositol también ha sido estudiado para el trastorno bipolar, el trastorno de pánico, la bulimia, y el trastorno obsesivo-compulsivo, pero la evidencia permanece inconclusa. Otros posibles usos incluyen la enfermedad de Alzheimer y el trastorno por déficit de atención. Un pequeño estudio doble ciego fracasó en descubrir si el inositol es de utilidad para el tratamiento del trastorno disfórico premenstrual, un tipo severo.
El inositol es algunas veces propuesto como un tratamiento para la neuropatía diabética, pero no ha habido estudios doble ciego controlado con placebo en este respecto y dos estudios no controlados tuvieron resultados contradictorios.
El inositol también ha sido investigado en busca de posibles propiedades preventivas de cáncer.

## Evidencia Científica sobre el Inositol

### Depresión
Pequeños estudios doble ciego han descubierto que el inositol es útil para la depresión En una de dichas pruebas, a 28 personas deprimidas se les administró una dosis diaria de 12 g de inositol durante 4 semanas. Para la cuarta semana, el grupo que recibió inositol mostró mejorías significativas en comparación con el grupo por placebo.
Un estudio doble ciego, controlado con placebo de pacientes deprimidos mostraron que una dosis alta de inositol (12 g / día) produjo una mejora significativa de los síntomas, sin ocasionar alteraciones en la función hepática, renal y hematológica.
Sin embargo, un estudio doble ciego en 42 personas con depresión grave que no estaban respondiendo al tratamiento convencional con antidepresivos no descubrió mejorías cuando el inositol fue incorporado.
Un metaanálisis de ensayos aleatorios de inositol para la depresión no fue capaz de determinar si el inositol es beneficioso.

### Trastorno de Pánico
Las personas con trastorno de pánico desarrollan con frecuencia ataques de pánico, por lo general sin previo aviso. El ritmo cardíaco acelerado, el dolor en el pecho, la sudoración y otros síntomas físicos pueden ser tan intensos que son confundidos con ataques cardíacos. Un pequeño estudio doble ciego (con 21 participantes) descubrió que las personas a las que se les administró 12 g de inositol al día tuvieron ataques de pánico de menor intensidad y menor frecuencia en comparación con el grupo con placebo.
Un estudio doble ciego cruzado con 20 personas comparó el inositol con el medicamento antidepresivo fluvoxamina (Luvox), un medicamento relacionado con el Prozac. Los resultados durante 4 semanas de tratamiento mostraron que el complemento era al menos tan efectivo como el medicamento.

### Trastorno Bipolar
En un estudio doble ciego de 6 semanas de duración, 24 personas con trastorno bipolar recibieron placebo o inositol (2 g tres veces al día durante una semana, luego se incrementó la dosis a 4 g tres veces al día) además de su tratamiento médico regular. Los resultados de este pequeño estudio fracasaron al tratar de demostrar beneficios estadísticamente significativos; sin embargo, se apreciaron tendencias prometedoras que sugieren que un estudio más grande está justificado.

### Trastorno obsesivo-compulsivo
En un único estudio doble ciego en 13 pacientes, el inositol (18 g/día) se ha encontrado que reduce los síntomas del trastorno obsesivo-compulsivo de manera significativa, con la misma eficacia a los ISRS y prácticamente sin efectos secundarios.

### Trastornos endocrinos metabólicos
D-quiro-inositol (DCI) se ha encontrado en dos estudios de doble ciego que es un tratamiento eficaz para muchos de los síntomas clínicos del síndrome de ovario poliquístico (SOP), incluyendo resistencia a la insulina, hiperandrogenismo, y oligomenorrea; los ímpetus de estos estudios fueron los defectos observados en el metabolismo de DCI en el PCOS y la implicación de DCI en la transducción de señales de insulina.
Otro pequeño estudio controlado con placebo ha demostrado que un suplemento de inositol mejora las características del síndrome dismetabólico en mujeres postmenopáusicas, incluyendo los triglicéridos, el colesterol HDL y la presión arterial diastólica.
Los estudios en animales sugieren que el inositol reduce la gravedad del síndrome de desmielinización osmótica si se administra antes de la corrección rápida de la hiponatremia crónica. Se requieren más estudios antes de su aplicación en el ser humano para esta indicación.
Estudios realizados en experimentos in vitro, estudios en animales y experiencias clínicas limitadas, afirman que el inositol puede ser utilizado eficazmente contra algunos tipos de cáncer, en particular, cuando se utiliza en combinación con ácido fítico.

### Síndrome de ovarios poliquísticos
Varios estudios han mostrado que la toma de 2 gramos diarios de Inositol ayudaban a restablecer la función ovárica. Algunos estudios muestran que la tasa de éxito es igual o superior al citrato de clomifeno.
El inositol ha demostrado ser efectivo para regular los niveles de insulina y reducir los quistes poliquísticos en los ovarios. Además, el inositol también puede ayudar a mejorar la fertilidad en mujeres con síndrome de ovario poliquístico.

## Otros usos
El inositol se ha utilizado como un adulterante (o agente cortante) en muchas drogas ilegales, como la cocaína, la metanfetamina y, algunas veces, la heroína. Se supone que este uso está conectado con una o más de las propiedades de solubilidad, de la sustancia de textura de  polvo, o dulzor reducido (50%) en comparación con azúcares más comunes.

## Efectos adversos
Ningún efecto negativo serio ha sido reportado con el uso de inositol, incluso con una dosis terapéutica que equivale a 18 veces el consumo diario alimenticio. Sin embargo, no se han realizado estudios de seguridad por uso prolongado.
La seguridad tampoco ha sido establecida en niños pequeños, mujeres que están embarazadas o en lactancia y aquellos con enfermedad renal o hepática grave.